# DSA-432
La DSA-432 es una carretera perteneciente a la Red Secundaria de la Diputación Provincial de Salamanca que une las localidades de Villar de Peralonso y Cipérez.

## Origen y Destino
La carretera DSA-432 tiene su origen en Villar de Peralonso en la intersección con la carretera DSA-431, y termina en el casco urbano de Cipérez en la intersección con las carreteras DSA-430 y DSA-433 formando parte de la Red de carreteras de Salamanca.